# 傳舍增四
HD 25291，又名BD+58 690，SAO 24384、HR 1242，是一颗鹿豹座的恒星，视星等为5.06，位于銀經145.51，銀緯5.03，其B1900.0坐标为赤經3h 56m 6.9s，赤緯+58° 5.03′ 40″。